# Административный орган
Административный орган — сформированная административным законодательством государственная или муниципальная организация, а также индивидуальный субъект, которые имеют полномочия на осуществление в пределах предоставленной им компетенции административно-публичной деятельности от имени государства или муниципального образования и наделены административными полномочиями нормотворческого, регулятивного и (или) охранительно-защитного характера.

## Понятие, признаки и классификация административных органов
Понятие «административный орган» в юридической литературе не используется. В качестве властвующих субъектов, осуществляющих государственное управление, в науке административного права называются органы государственного управления и органы исполнительной власти.
Под административным органом можно понимать созданную в установленном законодательством порядке государственную или муниципальную организацию, а также индивидуального субъекта, которая (который) уполномочена (уполномочен) на осуществление в пределах предоставленной ей (ему) компетенции административно-публичной деятельности от имени Российской Федерации (или иного государства), субъекта Российской Федерации или муниципального образования и наделена (наделен) соответствующими властно-публичными полномочиями нормотворческого, распорядительного и (или) охранительно-защитного характера.
В целях унификации рассматриваемого понятия и возможности его универсального использования в нормативных правовых актах, регулирующих осуществление административно-публичной деятельности, рамками данного понятия, следует охватывать не только собственно государственные органы и органы местного самоуправления, но и государственные и муниципальные учреждения, публичных должностных лиц и иных индивидуальных субъектов, действующих в административных правоотношениях от имени государства или муниципального образования и наделенных определёнными властно-публичными полномочиями.
Основные признаки административного органа, отличающие его от иных государственных органов и организаций, органов местного самоуправления и муниципальных организаций, негосударственных организаций, иных субъектов административных правоотношений:
1. Административный орган — это организация или индивидуальный субъект, действующие от имени Российской Федерации, субъекта РФ или муниципального образования в целях реализации общих (публичных) интересов Российской Федерации, соответствующего субъекта РФ или муниципального образования.
2. Административный орган функционально создается для осуществления административно-публичной деятельности внутренней и (или) внешней направленности и имеет собственную компетенцию (круг вопросов ведения) в сфере этой деятельности.
3. Административный орган наделяется необходимыми ему для реализации имеющейся у него компетенции властнопубличными полномочиями нормотворческого, распорядительного и (или) охранительно-защитного характера. Под властно-публичными полномочиями административного органа, с нашей точки зрения, следует понимать имеющиеся у него административные права по изданию (принятию) нормативных и индивидуальных правовых актов и по совершению властных юридически значимых действий, влекущих правовые последствия для других субъектов административных правоотношений, в том числе не подчиненных этому органу организационно.
4. Административный орган осуществляет в пределах предоставленной ему компетенции административно-публичную деятельность посредством использования специальных административно-правовых методов.

### Классификация административных органов в Российской Федерации
Все административные органы, функционирующие в настоящее время в России и осуществляющие внешнюю административно-публичную деятельность, могут быть классифицированы на виды по следующим основным критериям.
1. В зависимости от места в механизме публичной власти и особенностей организационно-правовой формы:
1) органы исполнительной власти, в том числе должностные лица, действующие от имени этих органов, например Правительство РФ, федеральные министерства и действующие от их имени федеральные министры;
2) органы государственного управления, непосредственно не входящие в систему органов исполнительной власти, в том числе должностные лица, действующие от имени этих органов, например органы военного управления (штабы округов и флотов, армий, дивизий и т. п.);
3) иные государственные органы, не входящие в систему органов исполнительной власти, но осуществляющие внешнюю административно-публичную деятельность, например органы прокуратуры, Счетная палата РФ, избирательные комиссии всех уровней;
4) государственные должностные лица, не представляющие какие-либо государственные органы, действующие непосредственно
от имени государства (Российской Федерации или субъекта Российской Федерации) и самостоятельно осуществляющие внешнюю административно-публичную деятельность, например Президент РФ, Уполномоченный по правам человека РФ, президенты республик в составе РФ, губернаторы и главы администраций иных субъектов РФ;
5) государственные учреждения, наделенные полномочиями по осуществлению внешней административно-публичной деятельности, например учреждения Пенсионного фонда РФ, Фонда социального страхования РФ, Государственные регистры морских и речных судов, бассейновые управления по охране, воспроизводству водных биологических ресурсов и регулированию рыболовства, государственные администрации морских рыбных портов;
6) исполнительно-распорядительные и юрисдикционные органы местного самоуправления, в том числе должностные лица, действующие от имени этих органов, в частности, главы местных администраций, административные комиссии городов, районов и других муниципальных образований, районные и городские комиссии по делам несовершеннолетних;
7) должностные лица местного самоуправления, не состоящие в штате органов местного самоуправления и самостоятельно осуществляющие внешнюю административно-публичную деятельность, в частности главы муниципальных образований;
8) должностные лица и иные работники как государственных, так и негосударственных организаций, уполномоченные действующим законодательством на осуществление административно — публичной деятельности по отдельным вопросам, возникающим в административно-публичной сфере, например командиры воздушных, речных и морских судов, капитаны морских и речных портов, начальники железнодорожных станций, контролеры- ревизоры пассажирских поездов.
2. В зависимости от выполняемых функций в механизме административно-публичной деятельности, то есть от видов этой деятельности:
1) административно-распорядительные органы — это органы, осуществляющие преимущественно внешнюю административнораспорядительную деятельность, например органы управления в различных сферах экономики, сельского хозяйства, транспорта, в социально-культурной сфере, органы управления государственным имуществом и финансами, регистрационные органы, местные администрации;
2) административно-наблюдательные (контролирующие, надзорные) органы — это органы, осуществляющие преимущественно функции административного наблюдения (административного контроля, надзора), например различные государственные инспекции, налоговые органы, Счетная палата РФ, органы государственного надзора в сфере защиты прав потребителей и благополучия человека, органы государственного пожарного надзора;
3) административно-охранительные органы — это органы, осуществляющие преимущественно функции охраны общественного порядка, обеспечения государственной и общественной безопасности, борьбы с административными правонарушениями и преступлениями. К таким органам относятся, например, органы внутренних дел, юстиции, прокуратуры, государственной безопасности, госнаркоконтроля, административные комиссии и иные органы, уполномоченные рассматривать дела об административных правонарушениях;
4) административно-арбитражные органы — это органы, осуществляющие преимущественно или в том числе функции разрешения в административном порядке споров и разногласий, возникающих между физическими и (или) юридическими лицами или между административными органами.
К числу таких органов, можно, в частности, отнести, образуемые в системе исполнительной власти апелляционные и согласительные комиссии, палаты и иные подобные органы, а также отдельные федеральные органы исполнительной власти, осуществляющие указанные функции. Например, Федеральная служба по тарифам, которая рассматривает разногласия, возникающие между органами исполнительной власти в области государственного регулирования тарифов на электрическую и тепловую энергию.
Подразделение административных органов на виды по указанному критерию является достаточно условным, поскольку многие административные органы осуществляют в соответствии со своим правовым статусом различные виды внешней административно-публичной деятельности, некоторые из которых являются для них основными, а другие — дополнительными. Например, основными функциями для органов внутренних дел являются борьба с преступлениями и административными правонарушениями. В то же время указанные органы осуществляют и административно-распорядительную и административно-наблюдательную деятельность, в частности, выдают специальные разрешения (лицензии) на приобретение, хранение и ношение огнестрельного оружия, на осуществление частной детективной и охранной деятельности и при этом контролируют соблюдение физическими и юридическими лицами лицензионных требований и условий. Некоторые административные органы в комплексе осуществляют в административно-публичной сфере все указанные выше функции. Например, таможенные органы осуществляют распорядительные (регистрационные и лицензионно-разрешительные) функции, функции административного (таможенного) контроля, функции борьбы с таможенными правонарушениями, а также функции разрешения споров, возникающих между организациями и индивидуальными субъектами, с одной стороны, и нижестоящими таможенными органами — с другой.
3. В зависимости от объёма и содержания компетенции (круга подведомственные органу вопросов):
1) административные органы общей компетенции — это органы, определяющие основные направления деятельности иных, подведомственных и подчиненных им административных органов по широкому спектру вопросов, подлежащих решению в административно-публичной сфере (Правительство РФ, правительства субъектов РФ);
2) административные органы отраслевой компетенции — это органы, осуществляющие текущую административно-публичную деятельность в определённой однородной сфере жизнедеятельности государства и общества, направленную на решение всего комплекса вопросов, возникающих в этой сфере (Министерство транспорта РФ, Министерство образования и науки РФ, Министерство внутренних дел РФ, Министерство обороны РФ, Центральный банк РФ, управления образования, здравоохранения города, района и т. п.);
3) административные органы межотраслевой компетенции — это органы, осуществляющие текущую административнопубличную деятельность и координацию деятельности других субъектов (иных административных органов, индивидуальных субъектов и организаций) по вопросам, требующим единообразного решения на единой правовой основе независимо от того, в какой сфере жизнедеятельности государства и общества они возникают, то есть по вопросам межотраслевого характера (Федеральная таможенная служба и её территориальные органы, Федеральная налоговая служба и её территориальные органы, Федеральная служба по труду и занятости и её территориальные органы, Счетная палата РФ и т. п.);
4) административные органы специальной компетенции — это органы, осуществляющие административно-публичную деятельность и координацию деятельности других субъектов (иных административных органов, индивидуальных субъектов и организаций) по специальным, в том числе временно возникающим, вопросам жизнедеятельности государства и общества, которые не имеют сквозного, межотраслевого значения (Федеральное космическое агентство, Федеральное агентство по атомной энергии, Федеральная служба по оборонному заказу, Центральная избирательная комиссия РФ и иные избирательные комиссии, государственные комиссии по расследованию техногенных аварий и катастроф и т. п.).
4. В зависимости от порядка разрешения подведомственных административным органам вопросов:
1) единоначальные органы — это административные органы, в которых подведомственные им вопросы рассматриваются и решаются единолично руководителями этих органов с принятием (изданием) соответствующих нормативных или индивидуальных правовых актов. В качестве примеров таких органов можно назвать федеральные министерства, федеральные службы, органы прокуратуры, управления и департаменты в субъектах РФ;
2) единоличные органы — это административные органы, состоящие из одного государственного должностного лица или должностного лица местного самоуправления, имеющего собственную компетенцию, действующего непосредственно от имени Российской Федерации, субъекта Российской Федерации или муниципального образования и самостоятельно принимающего властные решения (нормативные и индивидуальные правовые акты) по подведомственным ему вопросам. К числу таких органов относятся, например, такие должностные лица как, Президент РФ, президенты республик в составе РФ, губернаторы (главы администраций) в других субъектах РФ, главы муниципальных образований;
3) коллегиальные органы — это административные органы, в которых подведомственные им вопросы рассматриваются и решаются коллегиально, на заседаниях членов этих органов посредством голосования с принятием соответствующих нормативных или индивидуальных правовых актов. Примерами таких органов являются Правительство РФ, правительства субъектов РФ, избирательные комиссии, административные комиссии.
5. В зависимости от территориальных границ, в пределах которых действуют административные органы:
1) федеральные административные органы — это органы, образуемые на федеральном уровне публичной власти, осуществляющие внешнюю административно-публичную деятельность в пределах всей территории Российской Федерации как непосредственно, так и через создаваемые территориальные органы и полномочия которых распространяются на неопределенный конкретно или на определённый круг индивидуальных субъектов и организаций, находящихся и (или) проживающих на этой территории. В числе федеральных административных органов можно назвать Правительство РФ, федеральные министерства и иные федеральные органы исполнительной власти, органы прокуратуры, органы военного управления;
2) административные органы субъектов РФ — это органы, образуемые на уровне публичной власти субъектов РФ, осуществляющие внешнюю административно-публичную деятельность в пределах территории соответствующих субъектов РФ как непосредственно, так и через создаваемые территориальные органы и полномочия которых распространяются на неопределенный конкретно или на определённый круг индивидуальных субъектов и организаций, находящихся и (или) проживающих на этой территории. В качестве примеров таких органов можно, в частности, привести Правительство субъекта РФ, министерства, департаменты, управления другие органы исполнительной власти субъектов РФ;
3) административные органы муниципальных образований — это органы, образуемые на уровне местной публичной власти (местного самоуправления), осуществляющие внешнюю административно-публичную деятельность в пределах территории соответствующих муниципальных образований как непосредственно, так и через образуемые ими территориальные органы и полномочия которых распространяются на неопределенный конкретно или на определённый круг индивидуальных субъектов и организаций, находящихся и (или) проживающих на этой территории. К указанным органам относятся, например, главы местных администраций, отделы и управления местных администраций, административные комиссии.
6. В зависимости от временного периода (срока), в течение которого действуют административные органы:
1) административные органы, образуемые для решения постоянно существующих задач в административно-публичной сфере без ограничения срока их функционирования. К числу таких органов можно отнести Правительство РФ, федеральные министерства, органы прокуратуры;
2) административные органы, образуемые для решения временно возникающих задач в административно-публичной сфере и функционирующие только в соответствующий период до окончания решения этих задач. К таким органам относятся, например, различные ведомственные и межведомственные комиссии, образуемые в системе исполнительной власти, для координации решения временно возникающих вопросов государственного управления, комиссии по расследованию аварий и катастроф на транспорте и т. п.

### Примеры административных органов
- Особое совещание при НКВД СССР
- государственный инспектор безопасности дорожного движения
- Управление ФАС России по Самарской области
- Тройки НКВД СССР

## Административные полномочия административных органов[2]
Административные полномочия административных органов — это предоставленные данным органам соответствующими нормами административного права административные права, необходимые им для решения имеющихся у них административных задач и осуществления имеющихся у них административных функций.
Все административные полномочия, имеющиеся у административных органов в целом, в зависимости от их содержания представляется возможным подразделить на три большие группы:
1. полномочия по изданию (принятию) нормативных правовых актов, регулирующих типичные отношения как в административно-публичной, так и в других сферах функционирования государства и общества (например, правила дорожного движения, правила продажи отдельных видов товаров, правила оказания отдельных видов услуг и т. п.);
2. полномочия по изданию (принятию) индивидуальных правовых актов, посредством которых обеспечивается индивидуальное административно-правовое регулирование и индивидуальная административно-правовая охрана и защита (например, приказ о принятии гражданина на государственную службу, решение о предоставлении индивидуально определённому физическому лицу и или организации субъективного публичного права, постановление о назначении индивидуально определённому физическому или юридическому лицу административного наказания и т. п.);
3. полномочия по совершению иных властных юридически значимых действий, посредством которых обеспечивается индивидуальное административно-правовое регулирование и индивидуальная административно-правовая охрана и защита (например, государственная регистрация прав на недвижимое имущество, транспортных средств, выдача лицензий и иных специальных разрешений, админи-стративное задержание гражданина, совершившего административное правонарушение и т. п.).

Полномочия по изданию (принятию) нормативных правовых актов имеются лишь у некоторых административных органов, например, у Президента и Правительства РФ, федеральных министерств. Полномочия по изданию (принятию) индивидуальных правовых актов и по совершению властных юридически значимых действий имеются практически у всех административных органов, но в разном объёме с учётом характера и объёма решаемых ими административных задач и выполняемых ими административных функций.
Административные полномочия, принадлежащие административным органам, являющимся организациями, реализуются от их имени должностными лицами этих органов.
В случаях, предусмотренных законами и подзаконными нормативными правовыми актами, регулирующими осуществление административно-публичной деятельности, устанавливаются определённые ограничения полномочий административных органов, а иногда и полный запрет на их реализацию. В частности, в соответствии с действующим федеральным законодательством о государственном контроле и надзоре установлены ограничения по количеству и продолжительности проверок, которые могут проводиться административными органами в отношении юридических лиц и индивидуальных предпринимателей. В соответствии со статьями Закона РФ «О милиции» установлен запрет на применение должностными лицами органов внутренних дел специальных средств и огнестрельного оружия в отношении отдельных категорий физических лиц.
Введение подобных ограничений и запретов обусловливается необходимостью обеспечения защиты прав и законных интересов физических лиц и организаций, предотвращения необоснованного вмешательства государства в их частную деятельность, а предотвращения причинения им несоразмерного вреда.
Административные обязанности административных органов — это возложенные на них соответствующими нормами административного права обязанности, исполнение которых необходимо для обеспечения решения имеющихся у них административных задач и функций.
К числу наиболее общих административных обязанностей всех функционирующих в России административных органов, которые должны ими исполняться при осуществлении административно-публичной деятельности можно отнести:
1. обязанность соблюдать и защищать права и свободы человека и гражданина, права организаций;
2. обязанность осуществлять административно-публичную деятельность строго в пределах предоставленной административному органу соответствующими нормативными правовыми актами компетенции;
3. обязанность соблюдать установленный соответствующими нормативными правовыми актами порядок (процедуры) деятельности административного органа;
4. обязанность соблюдать установленные для административного органа соответствующими нормативными правовыми актами ограничения и запреты.

Таковы наиболее общие основы административно-правового статуса административных органов.
В целях получения более полного представления о системе административных органов, функционирующих в настоящее время в России, проведем их классификацию по различным признакам (критериям). Подвергнем классификации только те административные органы, которые осуществляют внешнюю административно-публичную деятельность.